# Харча, Золтан
Золтан Харча (венг. Zoltán Harcsa; 20 ноября 1992) — венгерский боксёр-любитель, призёр Европейских игр.

## Карьера
На Олимпиаде-2012 победил венесуэльца Хосе Эспиносу (16-13), боксёра из Намибии Муджанджае Касуто (16-7). Но в четвертьфинале проиграл бразильцу Эскива Фалькао со счетом 10-14.
В 2015 году стал обладателем бронзовой медали Европейских игр.